# 菊間町窯業協同組合
菊間町窯業協同組合（きくまちょうようぎょうきょうどうくみあい）は、愛媛県今治市菊間町内で菊間瓦を製造する事業者で組織された事業協同組合。菊間瓦の共同受注・共同販売・共同検査事業などの他、今治市菊間町内にある瓦のふるさと公園を指定管理者として運営を行っている。

## 概要
1980年10月1日に菊間瓦が愛媛県より伝統的特産品の指定を受けた。これを受けて、菊間瓦協議会が同年12月20日に名称を「菊間町窯業協同組合」に改称し法人登記を行った。菊間地区・亀岡地区・葉山地区を合わせた67社が組合員となって発足した。
日本家屋の減少や軽量屋根材の普及などで全国的に瓦の需要が減少する中で菊間瓦を製造する組合加盟業者の生産量も減少している。阪神・淡路大震災以降では1995年の881万枚が最多であったが、2015年は59万枚まで減り、組合の加盟業者数も約4分の1に減少した。2017年4月1日現在、加盟組合員数は12社となっている。組合では、菊間瓦の地域団体商標の取得や各種イベント開催、耐寒性などを高めた屋根瓦の共同開発など産地の活性化に向けた取り組みを行っている。

## 沿革
- 1980年 - 愛媛県伝統的特産品に菊間瓦指定。「菊間町窯業協同組合」設立。
- 1993年 - '93かわらぬ愛・菊間イベントを開催。
- 1997年 - 青年部が発足[3]。
- 2000年 - 全国いぶし瓦組合連合会に加盟[3]。
- 2002年 - 愛媛県武道館屋根瓦納入。
- 2007年 - 地域団体商標 「菊間瓦」 取得(菊間瓦工業協同組合と共同出願)。
- 2010年 - 菊間瓦をPRするイベント「かわら館フェスタ」を初企画[4]。

## 組合員
- 池仙製瓦工場
- オチ新瓦産業
- 菊銀製瓦
- 菊民瓦工業
- 菊辨吉井製瓦
- 小泉製瓦
- ハマセ商店
- 藤瓦興業
- 丸治瓦工業
- 柚山瓦工業
- 吉井鬼瓦製造所
- 渡部鬼瓦工場

## 取り組み
- 産地の活気を取り戻そうと、2008年度、「JAPANブランド育成支援事業」に取り組み、国内外に通用する知名度獲得への方策を模索した[5]。東京での市場調査を行い、菊間瓦のニーズを探ったが、知名度の低さや四国内や大阪などへ出荷する場合の倍以上になる輸送費がネックとなり、好感触を得られなかった[5]。組合ではブランド化の効果は低いとの判断から、1年で断念した[5]。組合では組合主催でイベントを開催するなど地元住民に菊間瓦への親しみを持ってもらう取り組みを行っている[5]。
- 職人の高齢化などが課題となる中で組合員で共有し技術継承や後継者育成に生かす事を目的に、2015年に菊間瓦の種類や技術、道具などを網羅した初のマニュアルを作成した[6]。2014年春からマニュアル作りに着手し、約1年がかりで編集された[6]。マニュアルは122ページで瓦の成型工程がメーンとなっている[6]。